# AV Monografías
La revista AV Monografías es una publicación española de arquitectura.
AV Monografías analiza en cada número un tema relacionado con una ciudad, un país, una tendencia o un arquitecto; incluye artículos de especialistas, y comentarios de obras y proyectos ilustrados en detalle. Publica de manera bimestral los proyectos y obras que se producen en el campo de la arquitectura, en monografías que analizan el trabajo de los arquitectos más mediáticos. El contenido de la revista se centra en la publicación de los proyectos seleccionados, con especial atención a la exposición detallada de la documentación gráfica y al proceso proyectual de cada obra.
AV Monografías se publica en edición bilingüe español-inglés (su nombre en inglés es AV Monographs), desde su sede en Madrid. Es una publicación miembro de ARCE (Asociación de Revistas Culturales de España) y de la Asociación de Editores de Madrid. Se distribuye en librerías especializadas de arquitectura de Europa, América y Asia.

## Características
- Edita: Arquitectura Viva, S.L.
- Director: Luis Fernández-Galiano
- ISSN 0215-487X
- Año de fundación: 1985
- Periodicidad: bimestral
- Formato: 240 x 295 mm.
- Número de páginas: 140
- Distribuidora España: propia

## Números publicados
| Número  | Título                        | País                   |
| ------- | ----------------------------- | ---------------------- |
| 1       | Berlín IBA'08                 | Alemania               |
| 2       | Berlín IBA'08                 | Alemania               |
| 3       | Regionalismo                  | -                      |
| 4       | Andalucía el sur              | España                 |
| 5       | Madrid capital                | España                 |
| 6       | Mies van der Rohe             | Alemania               |
| 7       | La Europa común               | -                      |
| 8       | Venecia nueva                 | Italia                 |
| 9       | Le Corbusier (I)              | Francia Suiza          |
| 10      | Le Corbusier (II)             | Francia Suiza          |
| 11      | Cataluña ciudad               | España                 |
| 12      | Casa, cuerpo, sueños          | -                      |
| 13      | América sur                   | -                      |
| 14      | El espacio privado            | -                      |
| 15      | Vivienda pálida               | -                      |
| 16      | Arquitecturas importadas      | -                      |
| 17      | París, Francia                | Francia                |
| 18      | Museos estelares              | -                      |
| 19      | Holanda doméstica             | Países Bajos           |
| 20      | Sevilla 1992                  | España                 |
| 21      | Clasicismo                    | -                      |
| 22      | Barcelona 1992                | España                 |
| 23      | Renzo Piano                   | Italia                 |
| 24      | España 1990                   | España                 |
| 25      | Frank Gehry                   | Estados Unidos         |
| 26      | Nuestros museos               | -                      |
| 27      | Óscar Tusquets                | España                 |
| 28      | Generaciones japonesas        | Japón                  |
| 29      | Constructivistas              | -                      |
| 30      | Madrid pública                | España                 |
| 31      | Jean Nouvel                   | Francia                |
| 32      | Los Ángeles                   | Estados Unidos         |
| 33      | Cultura física                | -                      |
| 34-35   | Sevilla expo                  | España                 |
| 36      | Rafael Moneo                  | España                 |
| 37      | Barcelona olímpica            | España                 |
| 38      | Norman Foster                 | Inglaterra             |
| 39      | Museos de vanguardia          | -                      |
| 40      | Álvaro Siza                   | Portugal               |
| 41      | Galicia Jacobea               | España                 |
| 42      | James Stirling                | Escocia                |
| 43      | Construcciones                | -                      |
| 44      | Louis I. Kahn                 | Estados Unidos Estonia |
| 45-46   | España 1994                   | España                 |
| 47      | Portugueses                   | Portugal               |
| 48      | América Latina                | -                      |
| 49      | Salud nacional                | -                      |
| 50      | Berlín metrópolis             | Alemania               |
| 51-52   | España 1995                   | España                 |
| 53      | Peter Eisenman                | Estados Unidos         |
| 54      | Frank Lloyd Wright            | Estados Unidos         |
| 55      | Escandinavos                  | -                      |
| 56      | Vivienda europea              | -                      |
| 57-58   | España 1996                   | España                 |
| 59      | Richard Meier                 | Estados Unidos         |
| 60      | Casas españolas               | España                 |
| 61      | Santiago Calatrava            | España                 |
| 62      | Museo del Prado               | España                 |
| 63-64   | España 1997                   | España                 |
| 65      | Francia fría                  | Francia                |
| 66      | Alvar Aalto                   | Finlandia              |
| 67      | Vivienda mejor                | -                      |
| 68      | Alejandro de la Sota Martínez | España                 |
| 69-70   | España 1998                   | España                 |
| 71      | Museos de arte                | -                      |
| 72      | Casas de autor                | -                      |
| 73      | NL 2000                       | Países Bajos           |
| 74      | Madrid, Madrid                | España                 |
| 75-76   | España 1999                   | España                 |
| 77      | Herzog & de Meuron            | Suiza                  |
| 78      | Norman Foster                 | Inglaterra             |
| 79-80   | España, los 90                | España                 |
| 81-82   | España 2000                   | España                 |
| 83      | 20 para el XXI                | -                      |
| 84      | El siglo americano            | Estados Unidos         |
| 85      | Cruz & Ortiz                  | España                 |
| 86      | Vivienda en detalle           | -                      |
| 87-88   | España 2001                   | España                 |
| 89      | Materia suiza                 | Suiza                  |
| 90      | Casas a la carta              | -                      |
| 91      | Pragmatismo y paisaje         | -                      |
| 92      | Mies van der Rohe             | Alemania               |
| 93-94   | España 2002                   | España                 |
| 95      | Recintos religiosos           | -                      |
| 96      | Grandes detalles              | -                      |
| 97      | Vivienda urbana               | -                      |
| 98      | Nueva vieja Europa            | -                      |
| 99-100  | España 2003                   | España                 |
| 101     | Miguel Fisac                  | España                 |
| 102     | Casas con sentido             | -                      |
| 103     | Tipos de oficina              | -                      |
| 104     | Casa, cuerpo, crisis          | -                      |
| 105-106 | España 2004                   | España                 |
| 107     | Británicos                    | Reino Unido            |
| 108     | La casa global                | -                      |
| 109-110 | China boom                    | China                  |
| 111-112 | España 2005                   | España                 |
| 113     | Spain builds                  | España                 |
| 114     | Herzog & de Meuron            | Suiza                  |
| 115     | Materiales de construcción    | -                      |
| 116     | Vivienda formal               | -                      |
| 117-118 | España 2006                   | España                 |
| 119     | Renzo Piano                   | Italia                 |
| 120     | Casa nuestra                  | -                      |
| 121     | SANAA                         | Japón                  |
| 122     | USA tour                      | Estados Unidos         |
| 123-124 | España 2007                   | España                 |
| 125     | Oscar Niemeyer                | Brasil                 |
| 126     | Vivienda en común             | -                      |
| 127     | La casa natural               | -                      |
| 128     | Emergentes                    | -                      |
| 129-130 | España 2008                   | España                 |
| 131     | David Chipperfield            | Inglaterra             |
| 132     | Casas de maestros             | -                      |
| 133     | Francisco Mangado             | España                 |
| 134     | Dominique Perrault            | Francia                |
| 135-136 | España 2009                   | España                 |
| 137     | RCR Arquitectes               | España                 |
| 138     | América Latina                | -                      |
| 139     | Museos                        | -                      |
| 140     | Obra mínima                   | -                      |
| 141-142 | España 2010                   | España                 |
| 143     | Buckminster Fuller            | Estados Unidos         |
| 144     | Mansilla + Tuñón              | España                 |
| 145     | Casas en detalle              | -                      |
| 146     | Nieto & Sobejano              | España                 |
| 147-148 | España 2011                   | España                 |
| 149     | Prouvé                        | Francia                |
| 150     | Made in China                 | China                  |
| 151     | Souto de Moura                | Portugal               |
| 152     | La escuela global             | -                      |
| 153-154 | España 2012                   | España                 |
| 155     | Portugal                      | Portugal               |
| 156     | Vivir juntos                  | -                      |
| 157-158 | Herzog & de Meuron            | Suiza                  |
| 159-160 | España 2013                   | España                 |
| 161     | Mendes da Rocha               | Portugal               |
| 162     | BIG - Bjarke Ingels           | Dinamarca              |
| 163-164 | Norman Foster                 | Inglaterra             |
| 165-166 | España 2014                   | España                 |
| 167-168 | Kengo Kuma                    | Japón                  |
| 169     | Ábalos+Sentkiewicz            | España                 |
| 170     | Lacaton & Vassal              | Francia                |
| 171-172 | SANAA                         | Japón                  |
| 173-174 | España 2015                   | España                 |
| 175     | RCR Arquitectes               | España                 |
| 176     | Le Corbusier                  | Francia Suiza          |
| 177     | Snøhetta                      | Noruega                |
| 178-179 | Rem Koolhaas                  | Países Bajos           |
| 180     | Lina Bo Bardi                 | Brasil                 |
| 181     | Fernando Menis                | España                 |
| 182     | O'Donnell+Tuomey              | Irlanda                |
| 183-184 | España 2016                   | España                 |
| 185     | ELEMENTAL                     | Chile                  |
| 186-187 | Álvaro Siza                   | Portugal               |
| 188     | Paredes Pedrosa               | España                 |
| 189-190 | MVRDV                         | Países Bajos           |
| 191-192 | Herzog & de Meuron            | Suiza                  |
| 193-194 | España 2017                   | España                 |
| 195     | Shigeru Ban                   | Japón                  |
| 196     | Carlos Jiménez                | Estados Unidos         |
| 197-198 | Renzo Piano                   | Italia                 |
| 199     | Pezo von Ellrichshausen       | Chile                  |
| 200     | Norman Foster                 | Inglaterra             |
| 201     | Francis Kéré                  | Burkina Faso           |
| 202     | Harquitectes                  | España                 |
| 203-204 | España 2018                   | España                 |
| 205     | Jørn Utzon                    | Dinamarca              |
| 206     | LAN                           | Francia                |
| 207     | Batlle i Roig                 | España                 |
| 208     | Souto de Moura                | Portugal               |
| 209-210 | David Chipperfield            | Inglaterra             |
| 211-212 | BIG                           | Dinamarca              |
| 213-214 | España 2019                   | España                 |
| 215     | Baumschlager Eberle           | Suiza                  |
| 216     | Vo Trong Nghia                | Vietnam                |
| 217     | Undurraga Devés               | Chile                  |
| 218-219 | Kengo Kuma                    | Japón                  |
| 220     | Vector Architects             | China                  |
| 221     | Diller Scofidio + Renfro      | Estados Unidos         |
| 222     | Heatherwick Studio            | Inglaterra             |
| 223-224 | España 2020                   | España                 |
| 225     | Aires Mateus                  | Portugal               |
| 226     | Sou Fujimoto                  | Japón                  |
| 227-228 | Casas en detalle              | -                      |
| 229     | b720 Fermín Vázquez           | España                 |
| 230     | Ensamble Estudio              | España                 |
| 231     | OMA                           | Países Bajos           |
| 232     | OFFICE                        | Bélgica                |
| 233-234 | España 2021                   | España                 |
| 235     | Memorias de maestros          | -                      |
| 236     | Alberto Campo Baeza           | España                 |
| 237     | Casas 2021                    | -                      |
| 238     | estudioHerreros               | España                 |
| 239     | El Equipo Mazzanti            | Colombia               |
| 240     | Barozzi Veiga                 | España                 |
| 241-242 | Tadao Ando                    | Japón                  |
| 243-244 | España 2022                   | España                 |
| 245     | David Adjaye                  | Inglaterra             |
| 246     | Snøhetta                      | Noruega                |
| 247     | Casas 2022                    | -                      |
| 248     | E2A                           | Suiza                  |
| 249-250 | Rafael Moneo                  | España                 |
| 251     | Sauerbruch Hutton             | Alemania               |
| 252     | Grafton Architects            | Irlanda                |
| 253-254 | España 2023                   | España                 |
| 255     | Barclay & Crousse             | Perú                   |
| 256     | Casas 2023                    | -                      |
| 257-258 | Nieto Sobejano                | España                 |